# دانشگاه اوترخت
دانشگاه اوترخت (به هلندی: Universiteit Utrecht)، (در قدیم: Rijksuniversiteit Utrecht) واقع در اوترخت هلند، یکی از قدیمی‌ترین دانشگاه‌های هلند و یکی از بزرگترین دانشگاه‌های اروپا است. این دانشگاه که در ۲۶ مارچ ۱۶۳۶ بنا نهاده شده‌است در سال ۲۰۱۲ ۳۰٬۴۴۹ دانشجو و ۵٬۲۹۵ کارمند و عضو هیئت علمی داشت. در سال ۲۰۱۳ بودجه این دانشگاه ۷۶۵ میلیون یورو بود.
در رتبه‌بندی ۲۰۱۳ شانگهای دانشگاه‌های جهان این دانشگاه حائز رتبه اول در هلند و رتبه ۱۳ام در اروپا شد.

## نگارخانه

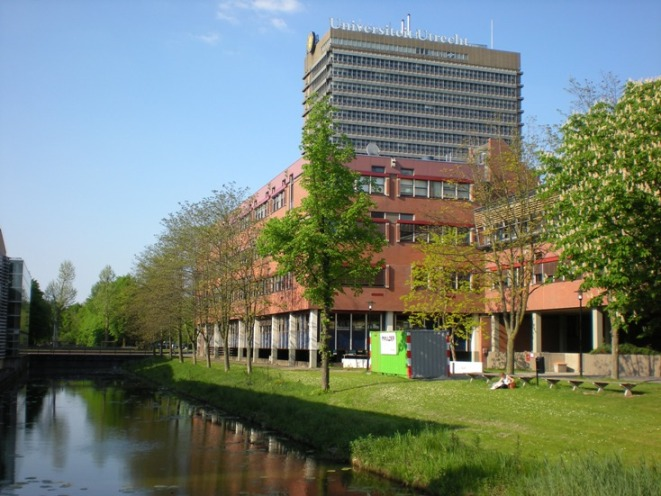
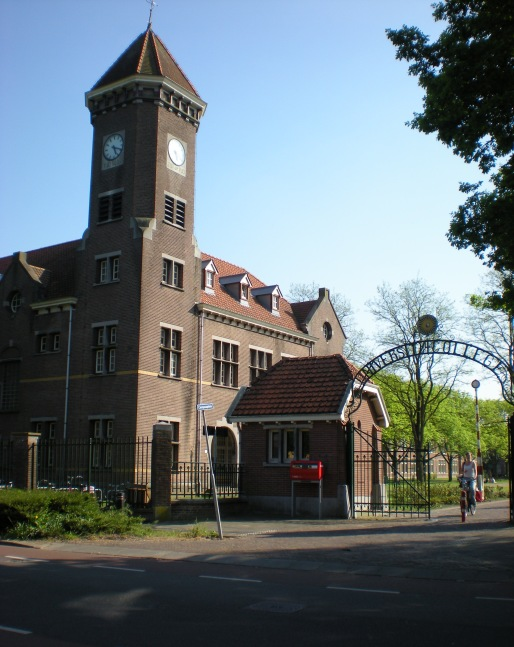
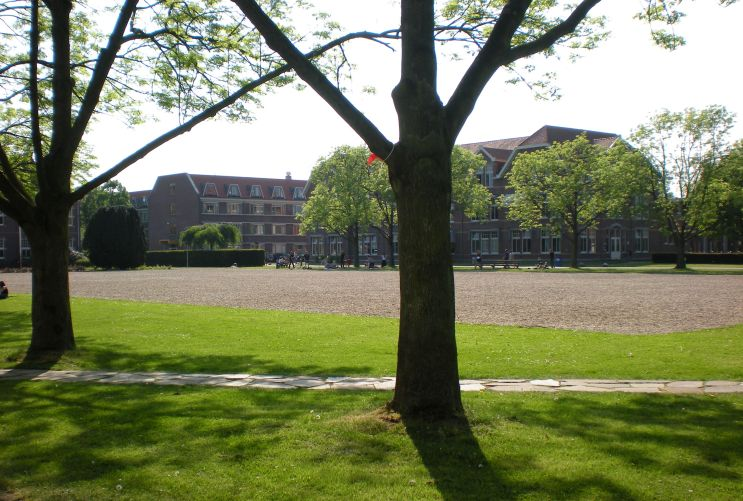